# Bureau du Tibet (Genève)
Le Bureau du Tibet de Genève est la représentation officielle du 14e dalaï-lama et du gouvernement tibétain en exil pour l'Europe centrale et l'Europe de l'Est. Il a été fondé avec l'approbation du gouvernement fédéral suisse en 1964.
Le Bureau est chargé de préparer les séjours du dalaï-lama et des responsables du gouvernement en exil, de promouvoir la culture, la religion et la langue tibétaine, de soutenir les citoyens tibétains vivant en Europe, et de promouvoir la cause du Tibet au niveau international.
Le Bureau est dirigé par un représentant, qui est assisté par un secrétaire.

## Histoire
Le Bureau du Tibet en Suisse aida à ses débuts la Croix-Rouge suisse et les amis suisses du Tibet dans le programme de réinstallation des Tibétains en exil. Il servait de lien entre les Suisses et les Tibétains, et avec les Tibétains d'autres pays européens.
À la fin des années 1960, le Bureau du Tibet de Genève compte deux représentants du dalaï-lama et limite ses activités aux affaires culturelles et à des travaux non politique. Il aide les 500 Tibétains en Suisse, ainsi que les étudiants tibétains en Angleterre, en Allemagne de l'Ouest, en France, en Suisse, en Norvège et en Belgique. Il maintient aussi le contact avec des érudits tibétains invités par des universités en Europe pour entreprendre des recherches dans des manuscrits tibétains anciens. Enfin, il sollicite l'aide d'organisations en Europe pour le programme de réhabilitation et d'autres programmes du gouvernement tibétain en exil.
Quand Lobsang Samten, un frère aîné du dalaï-lama, menait le Bureau du Tibet à Genève où il travailla de 1966 à 1971 avec son épouse Namgyal Lhamo Taklha, le Bureau se concentrait sur l'organisation de programmes culturels dans le cadre de la neutralité de la Suisse. Vers la fin 1969, le Bureau du Tibet fut invité à participer à une foire internationale organisée par une organisation sociale en relation avec les Nations unies. Namgyal Lhamo Taklha fut déléguée aux réunions préparatoires car elles se déroulaient en français.
Le 5 juin 1996, lors d'Habitat II, la Conférence des Nations unies sur les établissements humains qui s'est tenue à Istanbul en Turquie du 3 au 14 juin 1996, le Bureau du Tibet de Genève a organisé un séminaire auquel plus de 100 personnes ont assisté où des conférenciers se sont exprimés sur la situation du logement, la transformation de Lhassa en « reconstruction » par les Chinois et l'impact du programme de transfert de la population de la Chine sur le commerce, le logement et l'agriculture au Tibet. Après un film sur la démolition de l'habitat traditionnel à Lhassa, Tsering Tsomo, présidente de l'Association des femmes tibétaines en exil, a présenté un rapport intitulé « La tradition comme meilleure pratique » évoquant les impacts de l'activité chinoise au Tibet. Son public était composé de nombreux représentants chinois dont certains ont affirmé que « tout allait bien » au Tibet au cours des questions qui suivit la session.
En août 1997, le Bureau du Tibet de Genève coordonne une délégation tibétaine qui assiste à la 49e session de la sous-commission des Nations unies pour la prévention de la discrimination et la protection des minorités.
Selon des documents officiels américains rendus publics en 1998, la CIA apporta en 1964 son soutien à la création du Bureau du Tibet à Genève, un des bureaux destinés à servir de représentations non officielles au dalaï-lama et à maintenir le concept d'une identité politique tibétaine,.
En l'an 2000, le Bureau du Tibet de Genève et Chungdak Koren coordonnèrent, pour la partie tibétaine, le Concert pour le Cambodge et le Tibet qui se tint dans la ville italienne de Modène le 6 juin. Inauguré par le 14e dalaï-lama et Luciano Pavarotti, il leva 1 million de dollars US pour les enfants tibétains.

## Liste des représentants
- Phala Thupten Woenden : 1964–1973
- Nehnang Lopsang Choepel : 1973–1976
- Sangling Tsering Dorjee : 1976–1985
- Kelsang Gyaltsen : 1er septembre 1985 – février 1992
- Gyaltsen Gyaltag : novembre 1991 – septembre 1995
- Chungdak Koren : 5 septembre 1995 – 15 septembre 2001
- Chhime Rigzing : 27 août 2001 – 15 septembre 2005
- Kelsang Gyaltsen : 1er septembre 2005 – 30 mars 2008
- Tseten Samdup Chhoekyapa : 1er avril 2008 – 2014[15].
- Ngodup Dorjee : 1er octobre 2014 – 22 juin 2022
- Chhime Rigzing 3 mars 2019 – 30 juin 2022
- Thinlay Chukki : 1er juillet 2022 –